# Chiesa di Saint-Nicolas-du-Chardonnet
La chiesa di Saint-Nicolas-du-Chardonnet (in francese: Église Saint-Nicolas-du-Chardonnet; in passato nota in italiano come San Nicola del Chardonnet) è un luogo di culto cattolico di Parigi, situato nel centro storico della città, nel V arrondissement, in rue des Bernardins.
Nel febbraio 1977 la chiesa divenne nota per essere stata occupata da sacerdoti appartenenti alla Fraternità sacerdotale San Pio X, che ne detiene tuttora il possesso.

## Storia

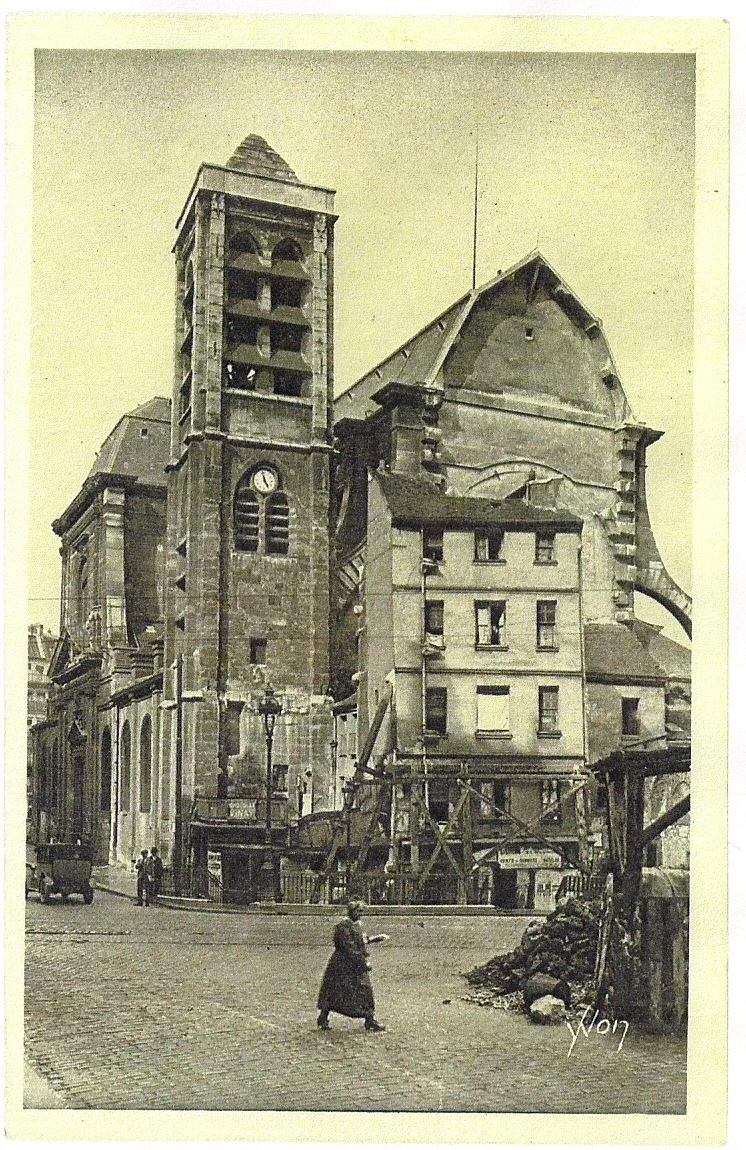
La chiesa in una fotografia storica del 1898-1900, ancora priva della facciata che verrà costruita nel 1934

### Dalle origini al 1977
La chiesa venne costruita per la prima volta nel XIII secolo e venne ricostruita sotto il regno di Luigi XIV dal 1656, anche se i lavori si protrassero sino al 1763. La struttura necessitava di ampliamenti soprattutto dopo che nel 1612 in questo luogo Adrien Bourdoise vi aveva fondato un seminario.
Alla fine del XVII secolo, quando ancora la chiesa era in costruzione, il noto clavicembalista Jean-Nicolas Geoffroy (1633–1694) venne nominato organista titolare di questa chiesa.
Nel XIX secolo il seminario iniziò a ingrandirsi e ad occupare altri stabili adiacenti al complesso della chiesa. Qui Ernest Renan compì i propri studi sotto la direzione di Félix-Antoine-Philibert Dupanloup, che aveva ottenuto grande fama nel 1838 quando aveva riconciliato il noto diplomatico Talleyrand, il quale aveva ricevuto gli ordini minori proprio a Saint-Nicholas, con la Chiesa cattolica sul suo letto di morte. (Dupanloup successivamente divenne vescovo di Orléans e membro dell'Académie française).
Nel 1905 la Francia approvò una legge che separava la Chiesa dallo Stato attraverso una serie di regolamentazioni. Fu per questo che la città di Parigi, in quello stesso anno, divenne proprietaria della struttura, il cui uso venne comunque garantito alla Chiesa Cattolica.

### Il 1977: l'occupazione e le conseguenze
Nel 1977 alcuni membri della Fraternità di San Pio X guidati da monsignor François Ducaud-Bourget (Bordeaux, 24 novembre 1897 - Saint-Cloud, 12 giugno 1984), sacerdote, cappellano dell'Ordine di Malta, letterato (poeta e drammaturgo, fu membro dell'Académie française: i suoi drammi, per lo più di carattere religioso, furono rappresentati dalla Comédie-Française), decisero di occupare questa chiesa per farne una loro sede e per questo espulsero il parroco ed il suo assistente.
Poco dopo questo atto, l'amministrazione municipale di Parigi si risolse a prendere provvedimenti e nel 1978 la Corte di Cassazione francese confermò che l'occupazione della chiesa era illegale, ma nessun ordine di evacuazione venne mai ufficialmente firmato. Il 20 febbraio 1987 il Consiglio di Stato decretò che questo atto era considerato come "disturbo dell'ordine pubblico" e che l'espulsione dei precedenti membri era un crimine più alto dell'occupazione illegale..
Nel 1993, la Fraternità sacerdotale San Pio X, guidata da Philippe Laguérie, tentò senza riuscirvi di occupare un'altra chiesa di Parigi, la Chiesa di Saint-Germain-l'Auxerrois.
Il 22 giugno 2002 il consiglio municipale di Parigi ha approvato un decreto secondo il quale la Fraternità di San Pio X avrebbe dovuto essere espulsa dalla chiesa, contro il parere del sindaco socialista Bertrand Delanoë, che considera questo un problema interno alla chiesa cattolica. Questo ha perciò bloccato la situazione legale dal momento che lo stesso arcivescovo di Parigi non ha ancora ufficializzato (al febbraio 2007) la richiesta di espulsione della Fraternità dalla chiesa.

### Situazione attuale
Attualmente la chiesa è l'unica nella città di Parigi a uso della Fraternità Sacerdotale San Pio X (altre ne esistono sull'Île-de-France); anche se non è il quartier generale ufficiale della Fraternità , essa è comunque considerata tale dalla popolazione.
La domenica è il giorno più importante in cui vengono celebrate circa sei messe more antiquo quasi senza interruzione, una dopo l'altra., con la partecipazione di migliaia di fedeli.

## Descrizione

### Arte e architettura

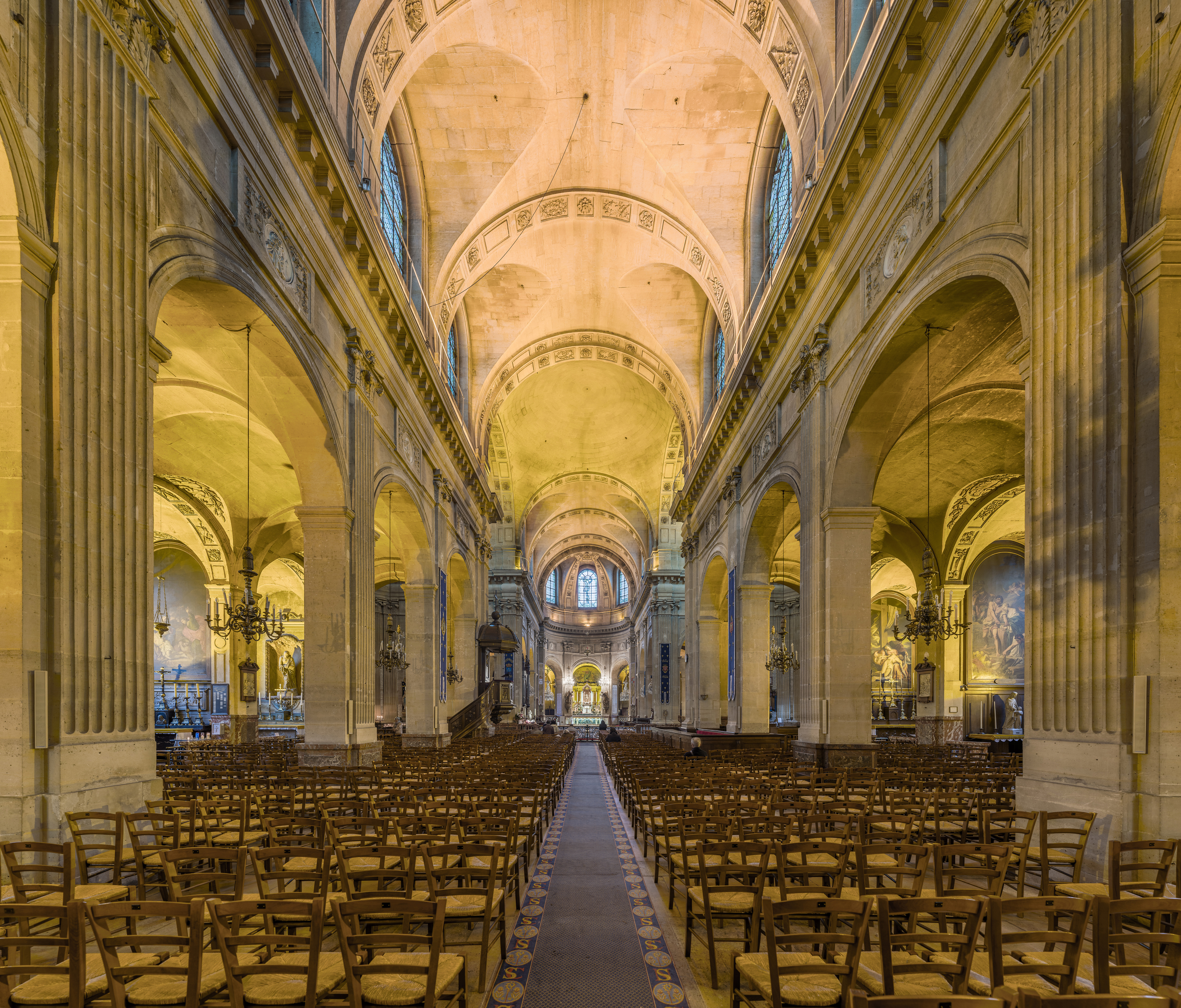
Interno

L'attuale chiesa è interamente frutto della ricostruzione seicentesca e si presenta in stile barocco, ad eccezione dell'antica torre campanaria gotica, situata alla sinistra dell'edificio, con due ordini di bifore ed orologio. La facciata della chiesa, in stile neoclassico, è del 1934; essa è suddivisa in due ordini da un cornicione sorretto da quattro colonne ioniche sopra il quale si trovano due statue raffiguranti Angeli. Al centro del registro inferiore, si apre il portale ad arco, leggermente strombato, mentre in quello superiore, terminante con un frontone, si apre un finestrone.
L'interno della chiesa è a pianta a croce latina, con transetto non sporgente e tre navate che si ricongiungono intorno all'abside formando un deambulatorio. Lungo le navate laterali e il deambulatorio, si aprono numerose cappelle, delle quali la più grande è la cappella della Madonna, situata in asse con l'ingresso. Le navate sono coperte con volta a botte lunettata, mentre la crociera presenta una cupola. A ridosso delle due pareti laterali del coro vi sono gli stalli lignei e, in fondo ad esso, vi è l'altare maggiore in marmi policromi.

### Organi a canne

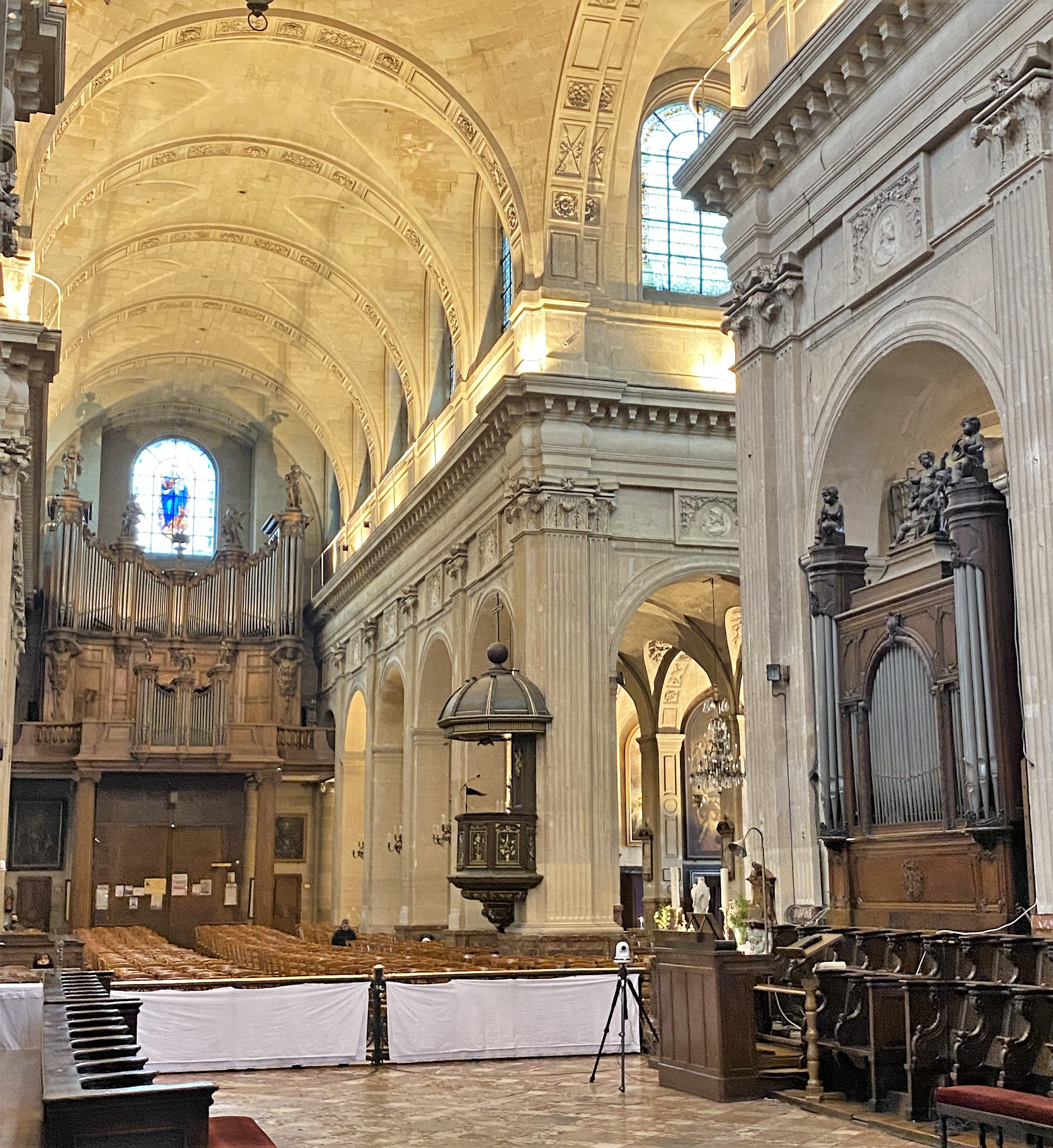
Gli organi a canne

Sulla cantoria in controfacciata, si trova l'organo a canne principale della chiesa; costruito tra il 1723 e il 1725 da François Thiérry per la scomparsa chiesa dei Saints-Innocents, venne trasferito nella sede attuale da François-Henri Clicquot nel 1787-1790; pur conservando intatta la cassa lignea barocca (una delle prime ad avere il profilo curvilineo ad emiciclo che diventerà comune a partire dal 1760, e classificata monumento storico di Francia nel 1905) venne successivamente più volte modificato e ricostruito, l'ultima nel 2007-2009 da Michel Gaillard. Lo strumento è a trasmissione elettropneumatica e dispone di 47 registri; la sua consolle, a finestre, ha quattro tastiere e pedaliera.
Sotto la prima arcata di sinistra del coro, si trova un secondo organo a canne, costruito alla fine del XIX secolo da un organaro anonimo; è a trasmissione meccanica, con 12 registri su due manuali e manuale, e racchiuso entro una cassa neoclassica.